# Всеволожский, Иван Петрович
Иван Петрович Всеволожский — воевода и боярин во времена правления Ивана IV Васильевича Грозного.
Из дворянского рода Всеволожские. Старший сын Петра Фёдоровича Всеволожского по прозванию Тонкий (Тонкой), который в 1495 году показан пятнадцатым в детях боярских посланных с боярами в Вильно при дочери великого князя Ивана III Васильевича — княжне Елене Ивановне для бракосочетания с великим князем литовским — Александром Ягеллончиком. Имел брата Гурия Петровича — архиерей в Смоленске.
В Российской родословной книге П.В. Долгорукова не показан, записан в поколенной росписи родословной книги из собрания М.А. Оболенского и родословной книге М.Г. Спиридова.

## Биография
В 1540-1541 годах первый воевода в Муроме. В 1543 году сперва второй на Плёсе, а потом четвёртый воевода в Нижнем Новгороде за городом. В 1548 году годовал четвёртым воеводою в Смоленске. В 1549 году показан в дворянах, потом сто пятый, а после двадцать третий становщик в шведском походе. В 1550-1552 годах первый писец на Двинской земле, переписывал и межевал земли. В феврале 1553 года пожалован в бояре к ново-крестившемуся пленному казанскому царю Симеону Касаевичу. В ноябре 1553 года на свадьбе Симеона Касаевича с Марией Андреевной Кутузовой-Клеопиной был первым при  женихе и ездил с ним.

## Семья
От брака с неизвестной имел двух сыновей:
- Всеволожский  Иван Иванович — в 1551 году записан сто пятьдесят шестым, в третью статью московских детей боярских.
- Всеволожский Никифор Иванович — сын боярский, в ноябре 1553 года на свадьбе Симеона Касаевича нёс первым каравай жениха.